# Grampian Mountains
Grampian Mountains (walesiska: Mynyddoedd y Grampians) är en bergskedja i Storbritannien.   Den ligger i riksdelen Skottland, i den norra delen av landet, 200 km norr om huvudstaden Edinburgh. 